# 蒲江町
蒲江町（かまえちょう）は、大分県の南東部にあった町。
町内にあるマリンカルチャーセンターには日本一長い100m海水プールがあり、毎年春にはマンボウを飼育していることでも有名である。
現在の佐伯市の合併前の町では唯一の『ちょう』読みであった。
2005年3月3日に佐伯市と南海部郡5町3村は合併し、新たな佐伯市となった。

## 地理
- 山：高平山
- 島：深島、屋形島、地黒島、沖黒島

## 歴史
- 1889年（明治22年）4月1日 - 町村制の施行により、蒲江浦、猪串浦の区域をもって蒲江村が発足。
- 1911年（明治44年）1月1日 - 町制施行により蒲江町となる。
- 1955年（昭和30年）3月31日 - 蒲江町、名護屋村、下入津村、上入津村の新設合併により、改めて蒲江町が発足。
- 1960年（昭和35年）10月29日 - 蒲江と名護屋を結ぶ定期船が沈没。女子生徒5人死亡[2]。
- 2005年（平成17年）3月3日 - 佐伯市と南海部郡5町3村が新設合併し、新たな佐伯市が誕生。

## 行政
- 町長：塩月厚信（2003年 - 2005年）

## 経済

### 一村一品
- 干魚
- 緋扇貝
- 真珠
- 豊の活ぶり
- ひらめ
- 豚
- 電照菊
- トコブシ
- いちご
- ハウスみかん
- ハウスびわ
- アスパラガス

### 一村一魚
- 緋扇貝
- 豊の活ぶり
- ひらめ
- 真珠
- 干魚

## 姉妹都市・提携都市

### 国内
- 日田市（大分県） - 1988年姉妹都市提携
- 波野村（熊本県、現阿蘇市） - 1987年友好町村提携

## 地域

### 教育

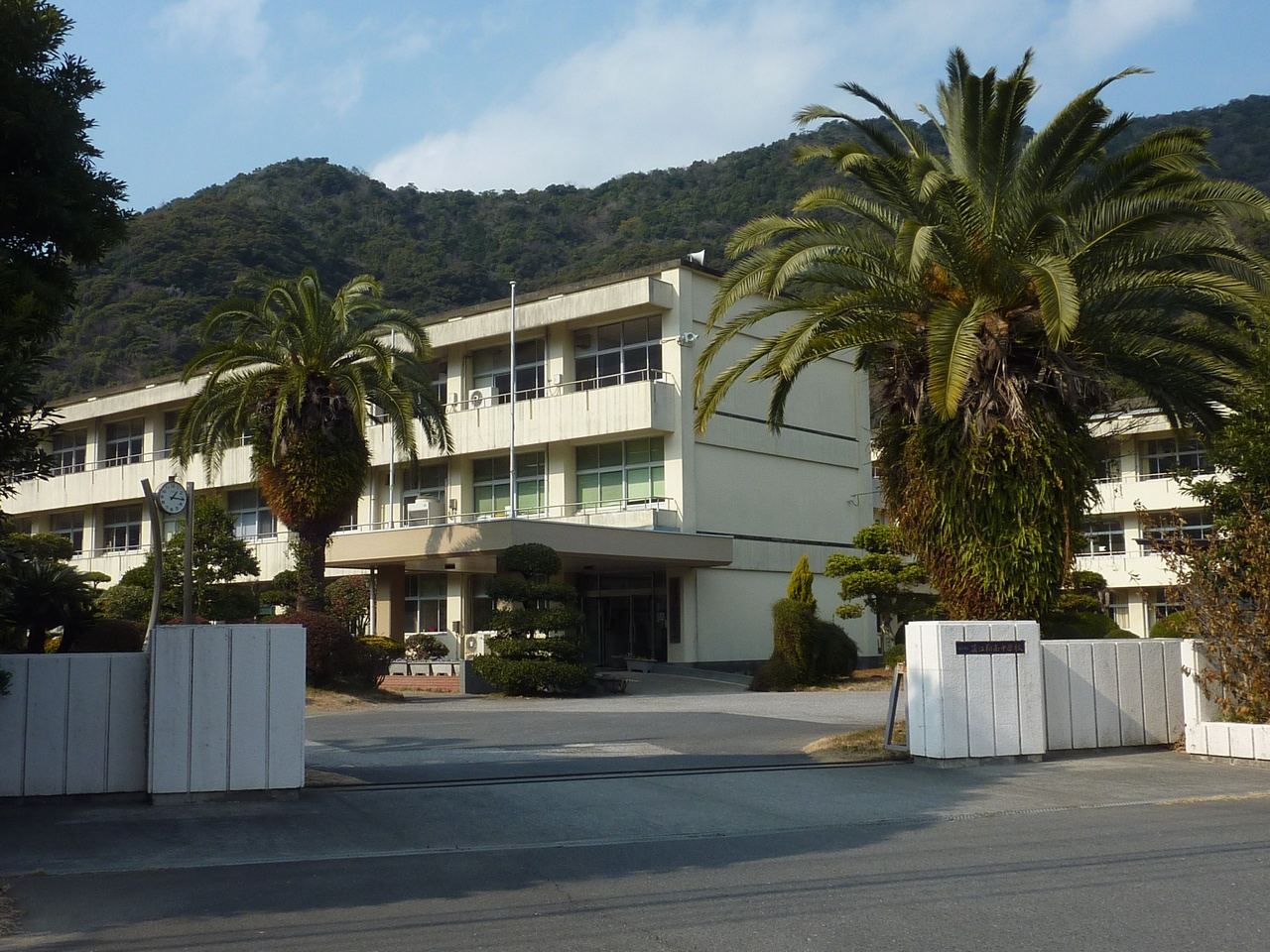
蒲江翔南中学校

#### 中学校
- 蒲江町立蒲江翔南中学校 - 県立蒲江高校跡地に2002年開校

#### 小学校
- 蒲江町立上入津小学校
- 蒲江町立楠本小学校
- 蒲江町立尾浦小学校
- 蒲江町立西浦小学校
- 蒲江町立河内小学校
- 蒲江町立蒲江小学校
  - 深島分校
- 蒲江町立猪串小学校
- 蒲江町立名護屋小学校
  - 森崎分校
- 蒲江町立波当津小学校

### 電気
蒲江に電気が点いたのは1917年（大正6年）である。才賀藤吉が1912年（大正元年）8月に事業許可を受け、1913年（大正2年）8月蒲江電気を設立。発電所（瓦斯力、10kW）を蒲江町に建設し、1917年（大正6年）6月に事業開始した。供給区域は蒲江町。

## 交通

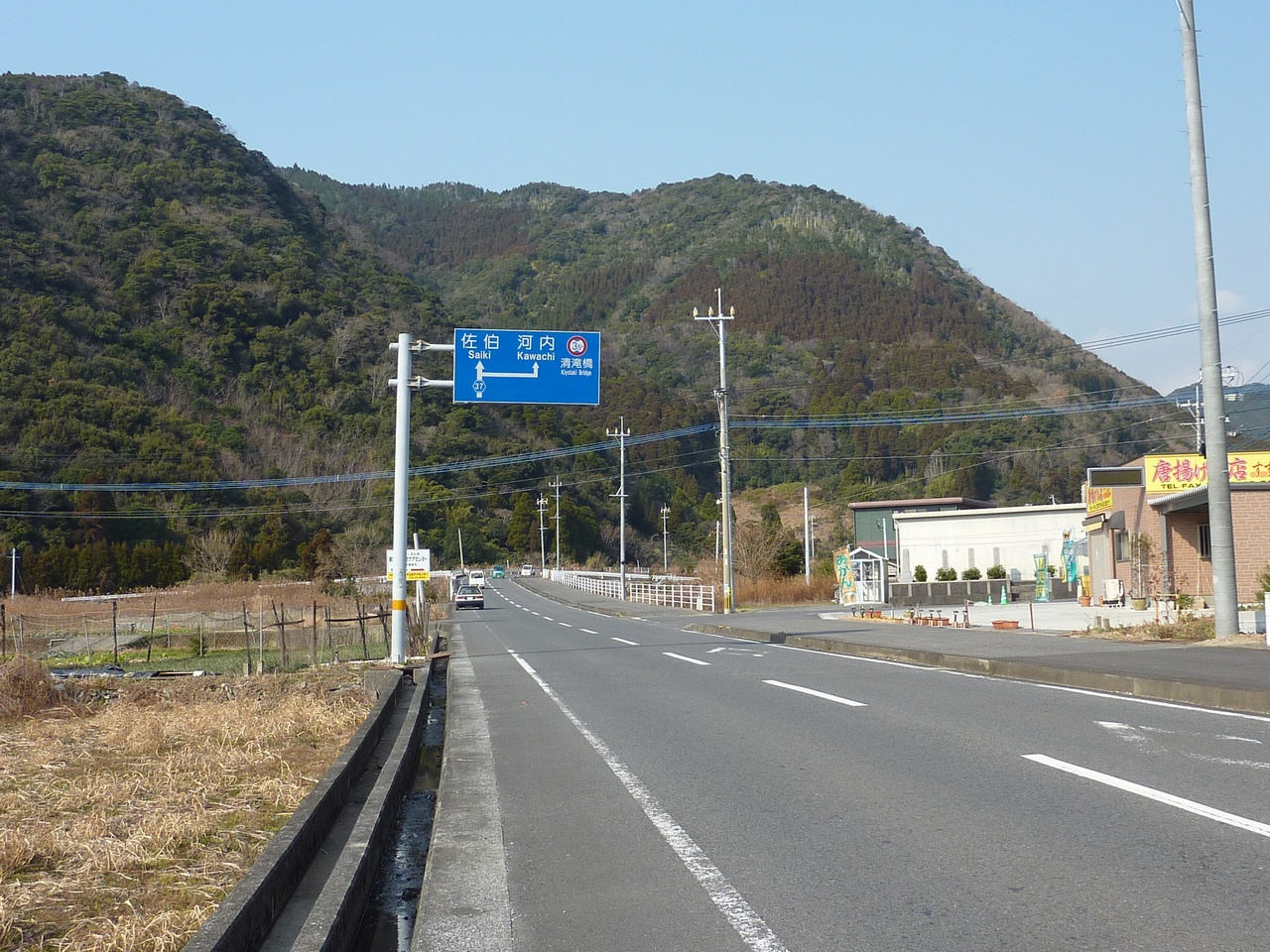
県道佐伯蒲江線（佐伯市街方面）

### 鉄道
町内を鉄道路線は通っていない。鉄道を利用する場合の最寄り駅は、JR九州日豊本線佐伯駅あるいは延岡駅。

### 道路
町内に高速道路は通っておらず、廃止後に東九州自動車道（蒲江インターチェンジ、蒲江波当津インターチェンジ）が開通している。

#### 国道
- 国道388号

#### 県道
- 主要地方道
  - 大分県道37号佐伯蒲江線
- 一般県道
  - 大分県道122号古江丸市尾線
  - 大分県道687号西野浦河内線

## 名所・旧跡・観光スポット・祭事・催事

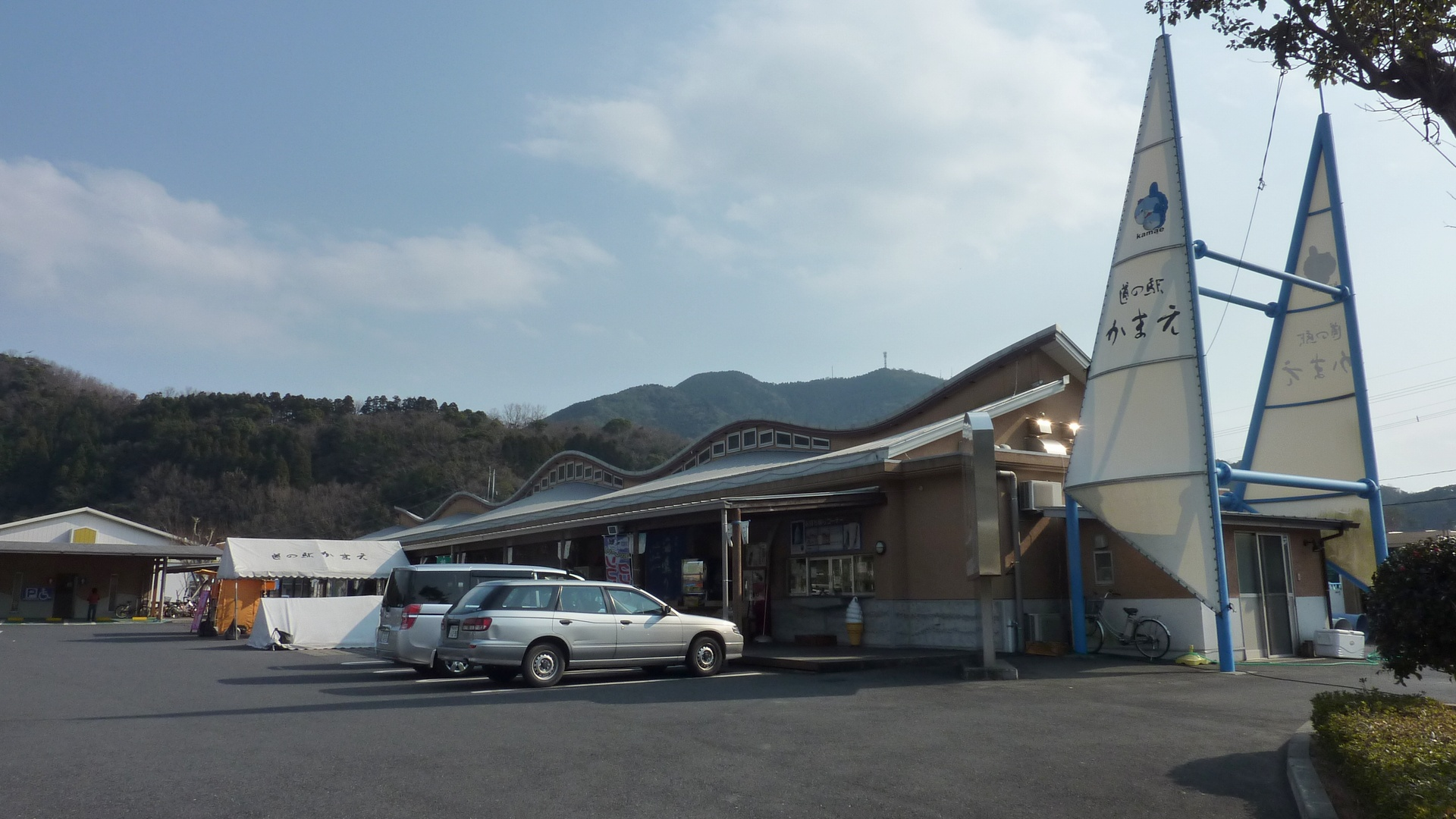
道の駅かまえ

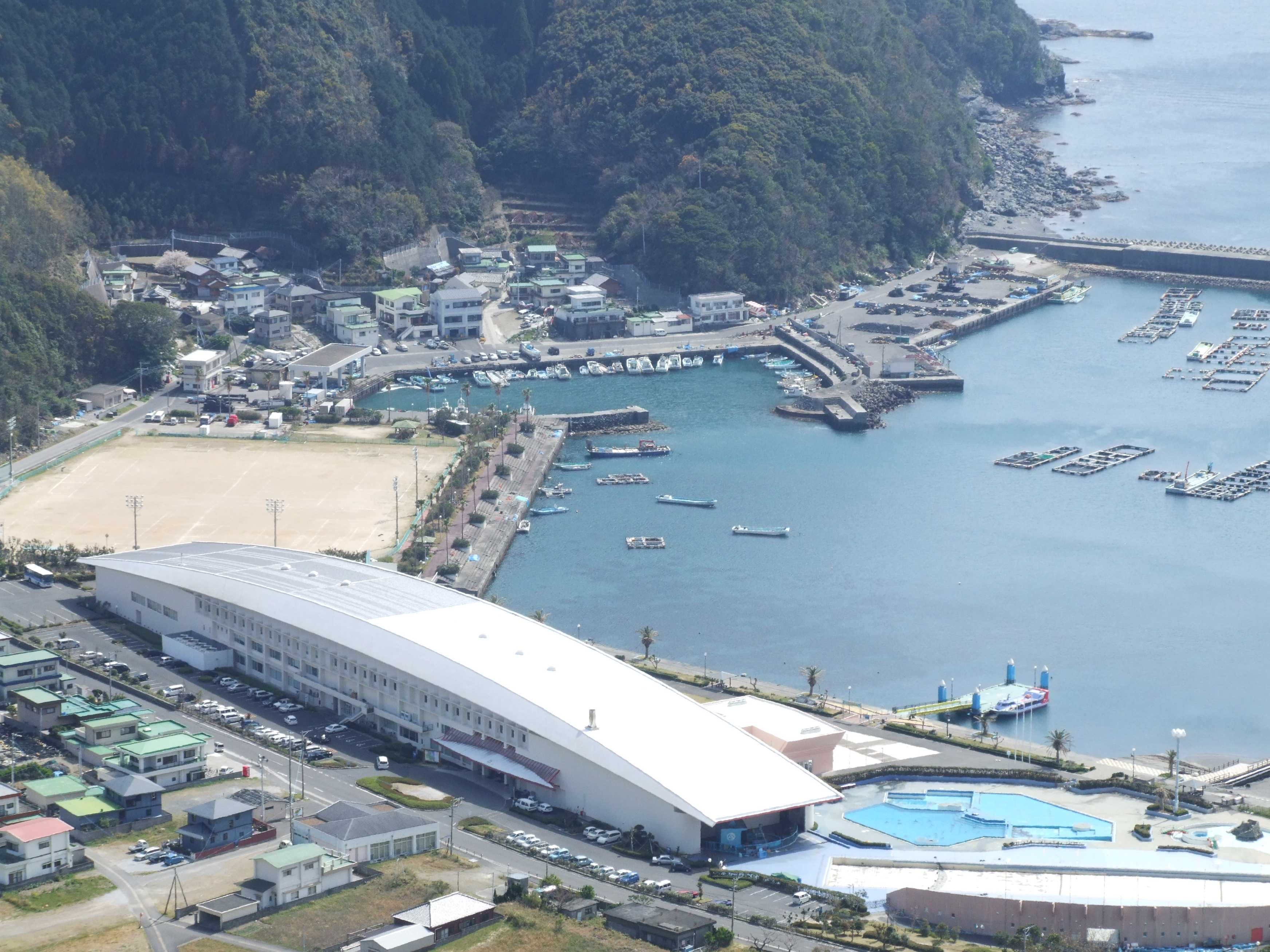
大分県マリンカルチャーセンター

### 祭り
- 菜の花まつり
- 仙崎公園つつじ祭
- マンボウフェスタ
- ふるさとふれあいまつり
- のじぎく祭

### スポーツ大会
- パラグライダー大会
- ボードセーリング大会
- ブリロードレース大会

### 観光スポット
- 大分県マリンカルチャーセンター
- 仙崎つつじ公園
- 高平展望公園
- 元猿海岸
- 波当津海岸

## 出身有名人
- 御手洗毅（キヤノン株式会社初代社長）
- 御手洗冨士夫（キヤノン株式会社代表取締役社長）
- 小野正嗣（作家、比較文学者、早稲田大学文化構想学部教授）
- 山田和宏（画家、フランス・サロン・ドートンヌ協会正規会員）